# Gingerbread (arquitectura)

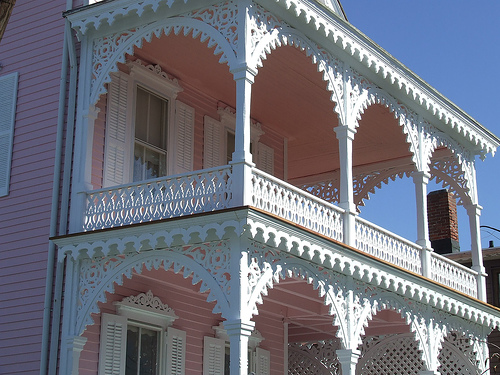
Adornos de pan de jengibre en una casa de la época victoriana en Cape May, Nueva Jersey

El estilo gingerbread, (literalmente pan de jengibre) es un estilo arquitectónico que consiste en un adorno muy detallado conocido como adorno de pan de jengibre. Se utiliza más específicamente para describir el trabajo decorativo detallado de los diseñadores estadounidenses a finales de la década de 1860 y 1870, que se asoció principalmente con el estilo gótico carpintero. Se basó vagamente en el período pintoresco de la arquitectura inglesa de la década de 1830.

## Historia
Durante las décadas de 1830 y 1840, los constructores de viviendas estadounidenses comenzaron a interpretar la arquitectura neogótica europea, que tenía elaborados detalles de mampostería, en madera para decorar las casas con estructura de madera estadounidense. Esto también se conocía como Carpenter Gothic. Los primeros diseños comenzaron con un simple trabajo con varillas, como el revestimiento vertical de dientes de sierra. A mediados del siglo XIX, con la invención de la sierra de calar a vapor, la producción en masa de tablas delgadas que se cortaban en una variedad de partes ornamentales había ayudado a los constructores a transformar cabañas simples en casas únicas. En ese momento, los elementos de pan de jengibre de tamaño estándar se fabricaban a bajo costo en la costa este.
A no todo el mundo le gustaba este estilo. Andrew Jackson Downing, un destacado defensor del Renacimiento gótico, criticó este estilo en su Arquitectura de casas de campo en 1852. Clasificó las casas en los Estados Unidos en tres tipos: villas para ricos, cabañas para trabajadores y granjas para agricultores. Argumentó que las cabañas de menor costo que eran de tamaño pequeño y tenían un estilo simplista no debían estar adornadas con adornos elaborados de una villa. También señaló que el vergeboard del frontón gótico rural debería haber sido cuidadosamente tallado en una tabla gruesa y sólida para apreciar su belleza en lugar de una parte ornamental que fue "aserrada en una tabla delgada, para tener un frippery y 'gingerbread'". mira qué (degradado), en lugar de (elevado), la belleza de la cabaña ".
El estilo vivió y floreció en las áreas residenciales de Chicago en la década de 1860. Esto no duró mucho, el Gran Incendio de Chicago en 1871 destruyó muchos de esos edificios. Algunos atribuyeron el empeoramiento del incendio a los materiales de construcción baratos y las decoraciones de pan de jengibre con la esperanza de que otras ciudades presten atención a la advertencia. Aun así, el estilo continuó extendiéndose a Occidente. A fines de la década de 1870, San Francisco tenía un gran número de casas de pan de jengibre, como Chicago cinco o diez años antes.
En Ontario, Canadá, se había desarrollado un estilo en el área de Ontario Cottage sobre 1830. En el tercer cuarto del siglo XIX, los constructores incorporaron elementos del estilo "pan de jengibre" a las grandes casas. Un personaje destacado fue el uso de bargeboard ornamental y remates para decorar los frontones . A medida que el ferrocarril se expandió a ciudades como Stratford, se construyeron más cabañas y casas de Ontario. Por lo general, eran casas de ladrillo de un piso y medio a uno y tres cuartos con molduras de madera de jengibre en los frontones y la fachada frontal. Desde la década de 1870 hasta la de 1890 se hicieron muy habituales.
En 1878, un incendio en Cape May, Nueva Jersey destruyó 30 bloques de edificios de esta ciudad costera. La ciudad se reconstruyó rápidamente. Muchos de ellos fueron construidos con muchos adornos de pan de jengibre y muchos frontones y torretas . Esto resultó en una alta concentración de edificios de finales del siglo XIX en la ciudad. Según el Registro Nacional de Lugares Históricos, "Cape May tiene una de las colecciones más grandes de edificios de estructura de finales del siglo XIX que quedan en los Estados Unidos. Contiene más de 600 casas de veraneo, hoteles antiguos y estructuras comerciales que le dan un carácter arquitectónico homogéneo, una especie de libro de texto de la construcción americana vernácula ".
En la década de 1880, muchas casas en California adoptaron el estilo Eastlake, que lleva el nombre de Charles Eastlake, un arquitecto y diseñador de muebles británico. Eastlake publicó un libro que contenía ilustraciones de diseños de interiores de paneles y perillas de madera incisa para complementar sus diseños de muebles. Los constructores de viviendas estadounidenses expandieron eso a los exteriores de las casas al reemplazar elementos ornamentales de pan de jengibre de corte plano con ejes afinados en torno para balaustres y decoración de superficies de paredes. Sin embargo, Eastlake criticó la adaptación estadounidense como "extravagante y extraña". El estilo se combinó más tarde con elementos de estilo italiano y del Segundo Imperio para crear el "estilo de San Francisco".

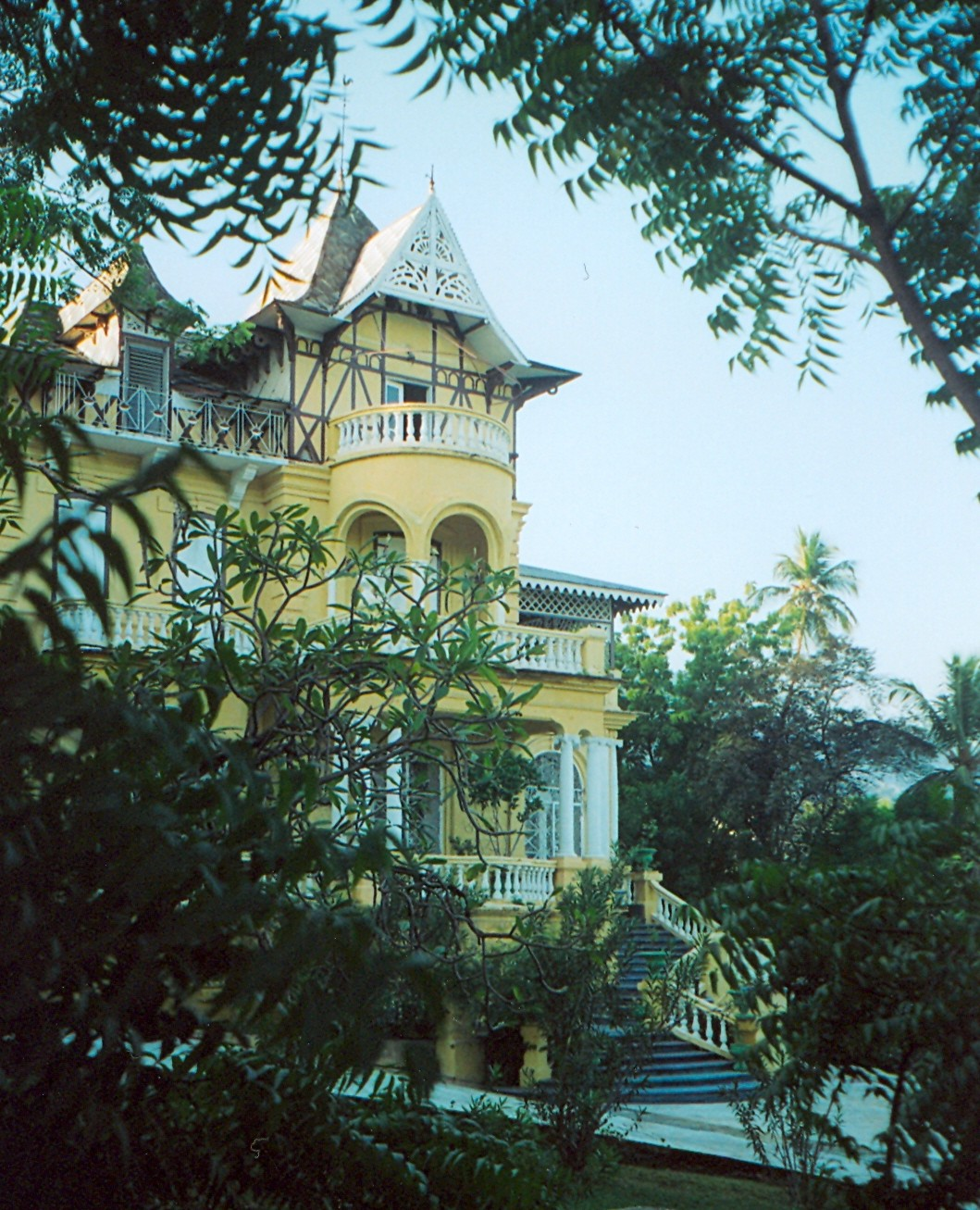
Una casa de pan de jengibre en Puerto Príncipe.

Las viviendas de personas adineradas en Haití durante la era Gingerbread entre las décadas de 1880 y 1920 tenían una arquitectura única que combinaba las tradiciones locales y la adaptación de influencias extranjeras. La adaptación fue influenciada por muchos factores, incluidos manuales de estilos que circularon desde Europa y América del Norte, arquitectos haitianos que estudiaron en el extranjero y artesanos franceses que establecieron talleres de carpintería para capacitar a los artesanos haitianos. Esas casas de pan de jengibre eran muy decorativas con calados, celosías con patrones que son exclusivos de Haití. Las estructuras de este estilo suelen tener grandes ventanas y puertas, techos altos, áticos grandes y porches profundos.

## Haití
El movimiento del estilo comenzó en 1881 con el segundo Palacio Nacional de Haití durante la presidencia de Lysius Salomon . A este siguió la construcción de una villa privada, ahora conocida como Hotel Oloffson, encargada por el hijo del presidente Tirésias Simon Sam en 1887. En 1895, tres jóvenes haitianos, Georges Baussan, Léon Mathon y Joseph-Eugène Maximilien, viajaron a París para estudiar arquitectura, se inspiraron para construir sobre el naciente movimiento arquitectónico y modificaron el estilo del clima en Haití diseñando casas con vibrantes patrones y colores extravagantes a la arquitectura del resort francés. Muchas casas grandes en los barrios exclusivos de Pacot, Turgeau y Bois-Verna en Port-au-Prince se construyeron con este estilo. Luego se extendió al resto del país, incluidos Saint-Marc, Jérémie, Les Cayes, Petit-Goâve y Léogâne hasta 1925.
Después de 1925, se dispuso de nuevos materiales de construcción, incluido el hormigón, y una nueva reglamentación que exigía mampostería, hormigón armado o estructuras de hierro para la prevención de incendios. Eso hizo que los estilos arquitectónicos en Haití se alejaran del estilo de pan de jengibre. Sin embargo, después de 1946, las familias de clase media en los vecindarios de Puerto Príncipe incorporaron partes de los estilos en sus casas de tamaño modesto.
La denominación pan de jengibre fue acuñada por turistas estadounidenses en la década de 1950, quienes apreciaron el estilo que se parecía al de los edificios de estilo victoriano con adornos de pan de jengibre en los Estados Unidos.
Antes de 2010, el estilo tenía malas connotaciones debido a sus asociaciones con el colonialismo y el elitismo . Después del terremoto de 2010, los haitianos empezaron a ver de otra forma este estilo, debido a su resistencia ante terremotos.

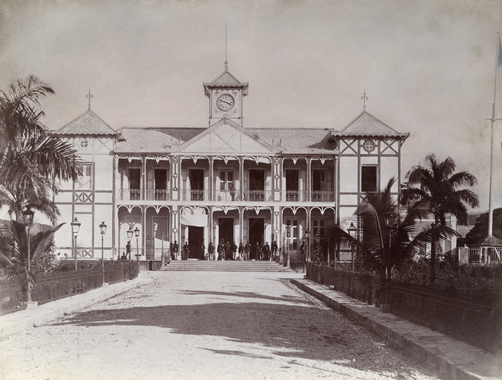
El segundo Palacio Nacional
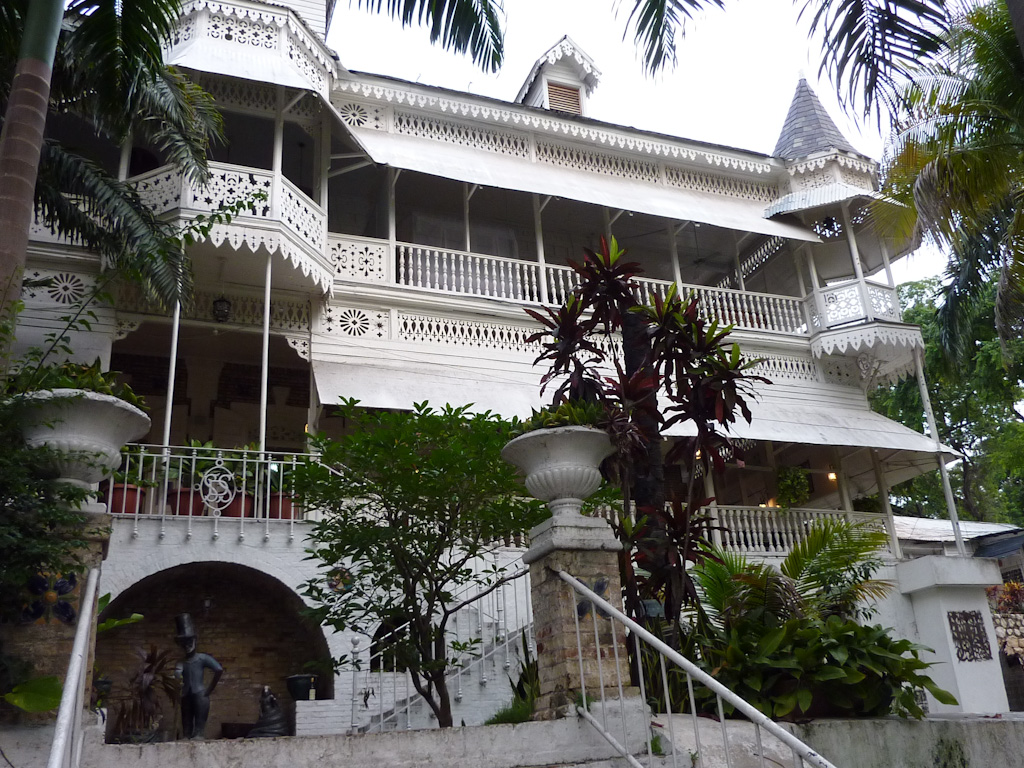
Hotel Oloffson en Port-au-Prince
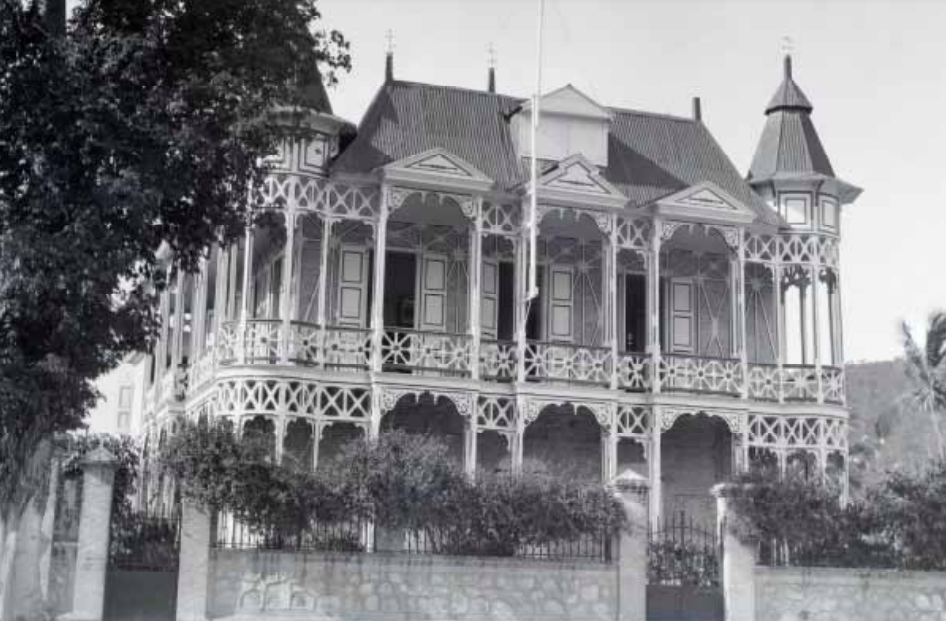
La escuela de los Hermanos de la Instrucción Cristiana en Saint-Marc
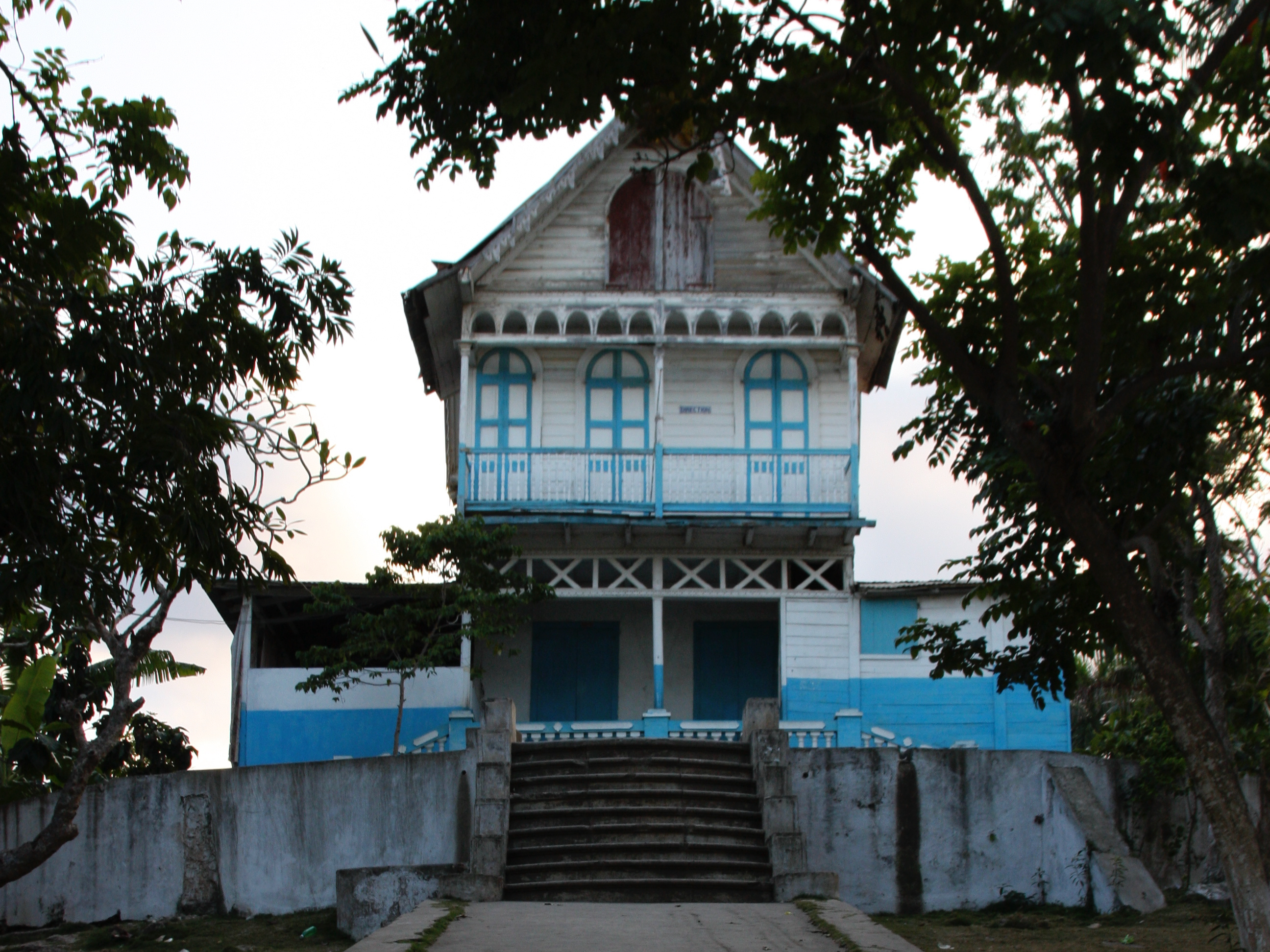
La residencia Hilaire en Jérémie
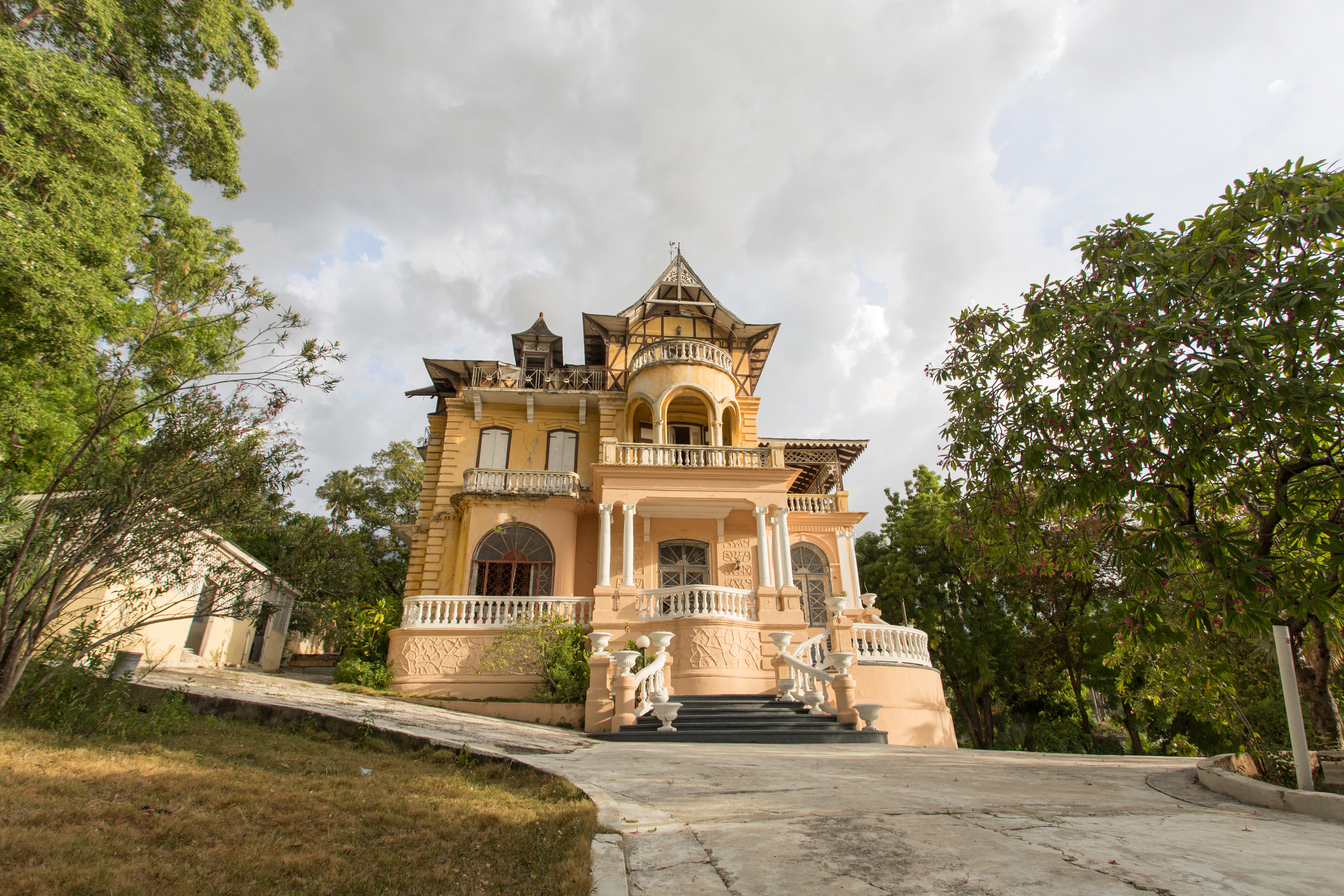
Villa Miramar

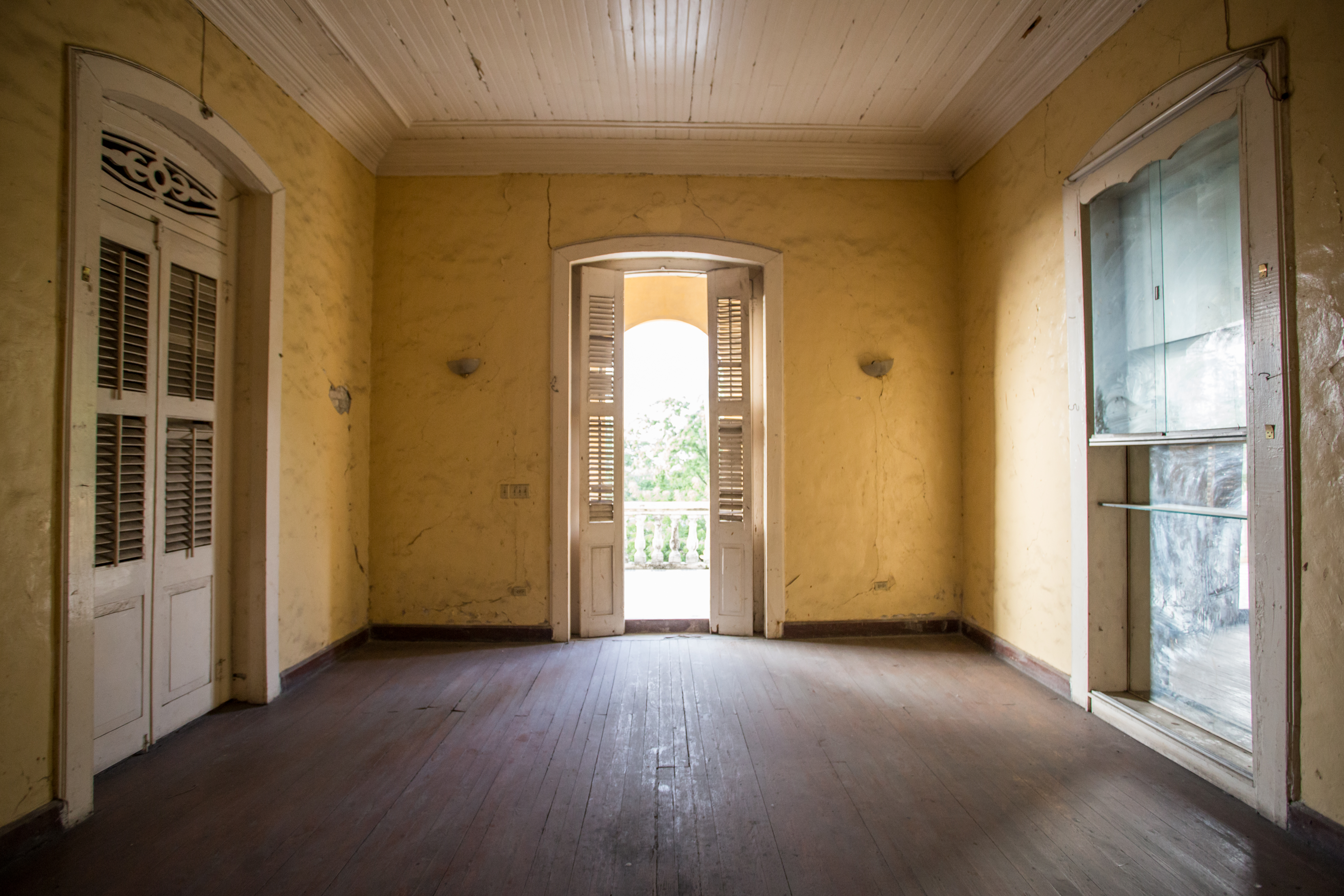
Puertas altas con persiana en Villa Miramar en Port-au-Prince

Las viviendas combinan el conocimiento arquitectónico adquirido en el extranjero, con una adaptación al clima caribeño y sus condiciones de vida. Fueron construidos con puertas altas, techos altos, con techos de torretas empinadas para redirigir el aire caliente y  crear una ventilación cruzada gracias a ventanas con persianas en todos los lados en lugar de vidrio para compensar los días más abrasadores, y madera flexible. marcos con la capacidad innata de resistir algunas de las tormentas y temblores más fuertes, construidos con terrazas envolventes. Las casas generalmente se construyen con madera, mampostería o piedra y arcilla.

### Preservación
Este patrimonio arquitectónico específico de Haití se ve ahora seriamente amenazado, ya que el envejecimiento natural de la madera, el clima, el alto costo de la restauración y las reparaciones son todos perjudiciales para la supervivencia de este estilo. Las obras de este estilo fueron incluidas en el World Monuments Watch de 2010, justo antes del terremoto de 2010 que afectó a Haití. Afortunadamente, solo el cinco por ciento de las 200 casas de pan de jengibre estimadas se derrumbaron parcial o totalmente, en contraste con alrededor de 300,000 edificios derrumbados que eran el 40% de todas las demás estructuras. Esto hizo que los expertos en conservación de EE. UU consideraron  que esta arquitectura puede ser un modelo para estructuras resistentes a los sismos en el futuro. El barrio de pan de jengibre de Haití fue incluido como uno de los veinticinco sitios en el World Monuments Watch 2020 .

## Tailandia

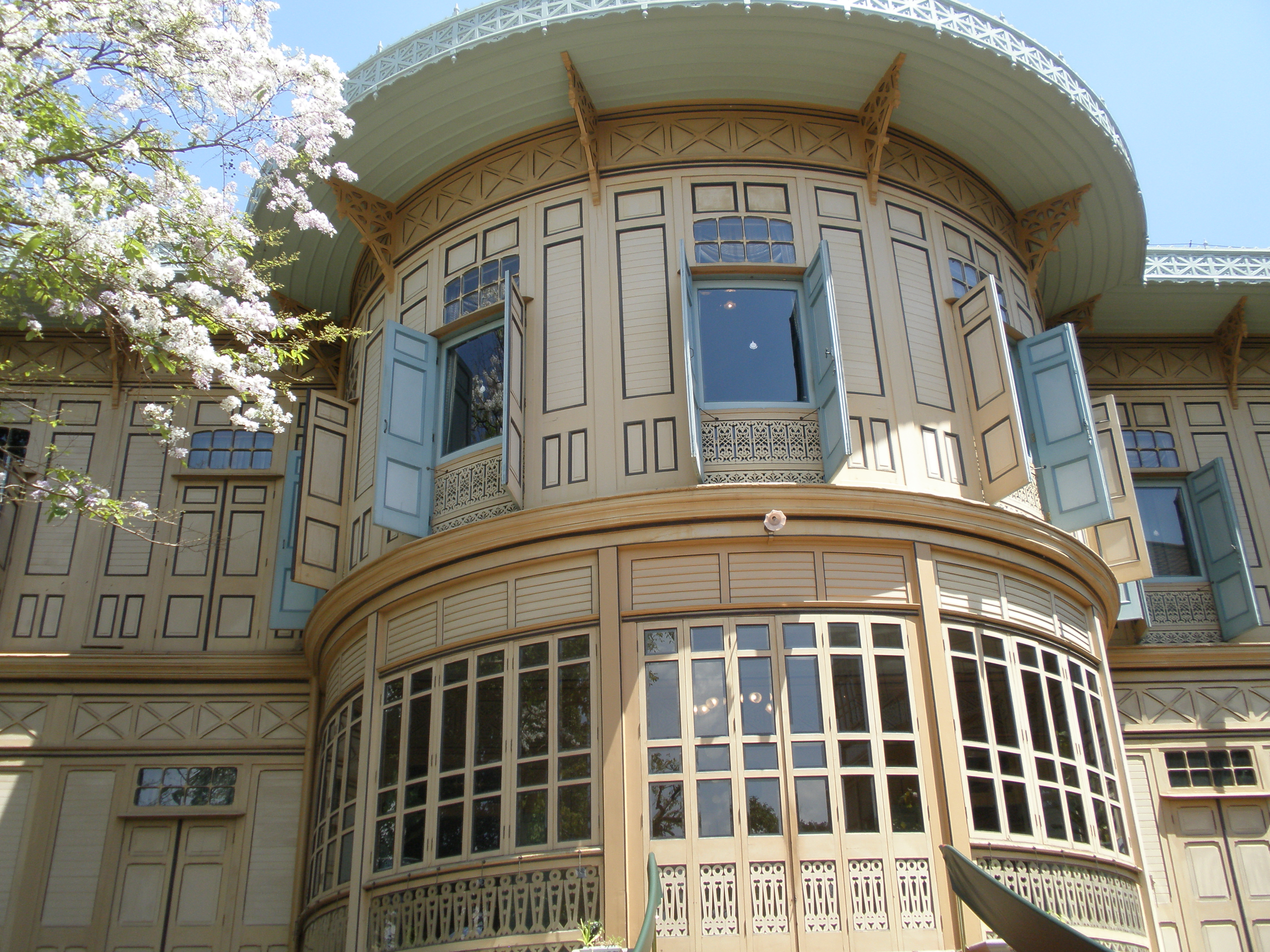
Pasajes de aire de pan de jengibre debajo de las ventanas de la mansión Vimanmek en Bangkok

### Historia
Durante la colonización europea del sudeste asiático en el siglo XIX, la madera tenía una gran demanda. La industria maderera británica comenzó a talar en la India la teca, una madera dura tropical originaria del sur y sureste de Asia . La industria maderera de teca se expandió luego de la India a Birmania siguiendo el dominio británico en Birmania . Aunque Tailandia no era una colonia, Gran Bretaña quería expandir la tala de teca a Tailandia. En 1883, Gran Bretaña obtuvo un acuerdo de concesión maderera con los gobernantes locales de las provincias del norte, lo que convirtió a Phrae en el centro de la tala británica de teca en Tailandia.
Durante ese período, las casas de jengibre de estilo americano con calado de madera decorativa se hicieron populares. El estilo se popularizó en algunas colonias británicas, incluidas Singapur y Birmania, y luego se extendió a Tailandia. Los tailandeses de alto nivel social en la era del rey Rama V construyeron su casa de pan de jengibre de teca para exhibir la artesanía. Mientras tanto, las empresas británicas y los gobernantes del norte de Tailandia también construyeron sus casas de pan de jengibre de teca basándose en los estilos de Gran Bretaña.
Finalmente, la popularidad de las casas de pan de jengibre en Tailandia se desvaneció debido a los altos costos de construcción y mantenimiento. Hoy en día, las casas de pan de jengibre que quedan en Tailandia se pueden ver en varios lugares de Bangkok, Nakhon Pathom, Phrae, Lampang y Chanthaburi.

### Características
Las casas de pan de jengibre en las provincias del norte de Tailandia combinaban las artes y oficios de Lan Na y la arquitectura victoriana. Además, los edificios comerciales propiedad de colonos chinos y trabajadores madereros birmanos incorporaron una elaborada decoración de pan de jengibre como parte de la estructura única de mitad de madera y mitad de hormigón llamada Saranai (o Salanai). Estos edificios son casas adosadas con puertas de entrada plegables en el primer piso que se pueden abrir por completo para usarlas como escaparate. Los aleros, los conductos de aire sobre las puertas y las balaustradas ornamentadas están decoradas con paneles de madera intrincadamente tallados en diferentes estilos, incluido el estilo birmano. Estos edificios comerciales se pueden ver en Chiang Mai y Lampang.
No había patrones específicos en los adornos usados en las casas de Bangkok y las provincias del norte. Los principales elementos de diseño del gótico victoriano, como el cuatrifolio, la cruz y la llama, se utilizaron como inspiración y se desarrollaron localmente varios patrones de pan de jengibre. Los patrones populares incluyen tulipanes, enredaderas, formas geométricas, larvas de mosquitos, frutas y verduras. Los calados se realizaron utilizando maderas perforadas y talladas. La mayoría de los artesanos eran locales y chinos que hicieron el calado localmente, pero algunos de los adornos de pan de jengibre se hicieron en Bangkok y se enviaron a los sitios de construcción.
Un carácter único de las casas de pan de jengibre en Tailandia para adaptarse al clima más cálido fue el uso de calados de estilo "pan de jengibre" para crear conductos de aire e instalarlos cerca del suelo o debajo del techo para permitir que el aire fluya por toda la casa.

### Preservación
Muchos de estos edificios son propiedad del gobierno tailandés o de los templos, y se conservan en buenas condiciones. Sin embargo, muchas casas privadas corren el riesgo de ser destruidas por el paso del tiempo al alto costo de su mantenimiento, en especial de sus intrincados calados. Otro enfoque para la preservación es reutilizar los edificios, algunas viviendas particulares se han conservado y se les ha dado una nueva vida como museos. Una antigua vivienda privada en Bangkok, fue restaurada y convertida en un café.

Muchas viviendas de este estilo de teca en las provincias del norte, especialmente en Chiang Rai, Chiang Mai y Phayao, han sido destruidas a lo largo de los años, ya que los propietarios las demolieron para vender la madera debido a la gran demanda de madera de teca de segunda mano desde 1989. Para combatir este problema, el Phrae Architectural Heritage Club ha involucrado a las comunidades en Phrae para preservar sus casas de jengibre y convertirlas en una importante atracción turística para Phrae.

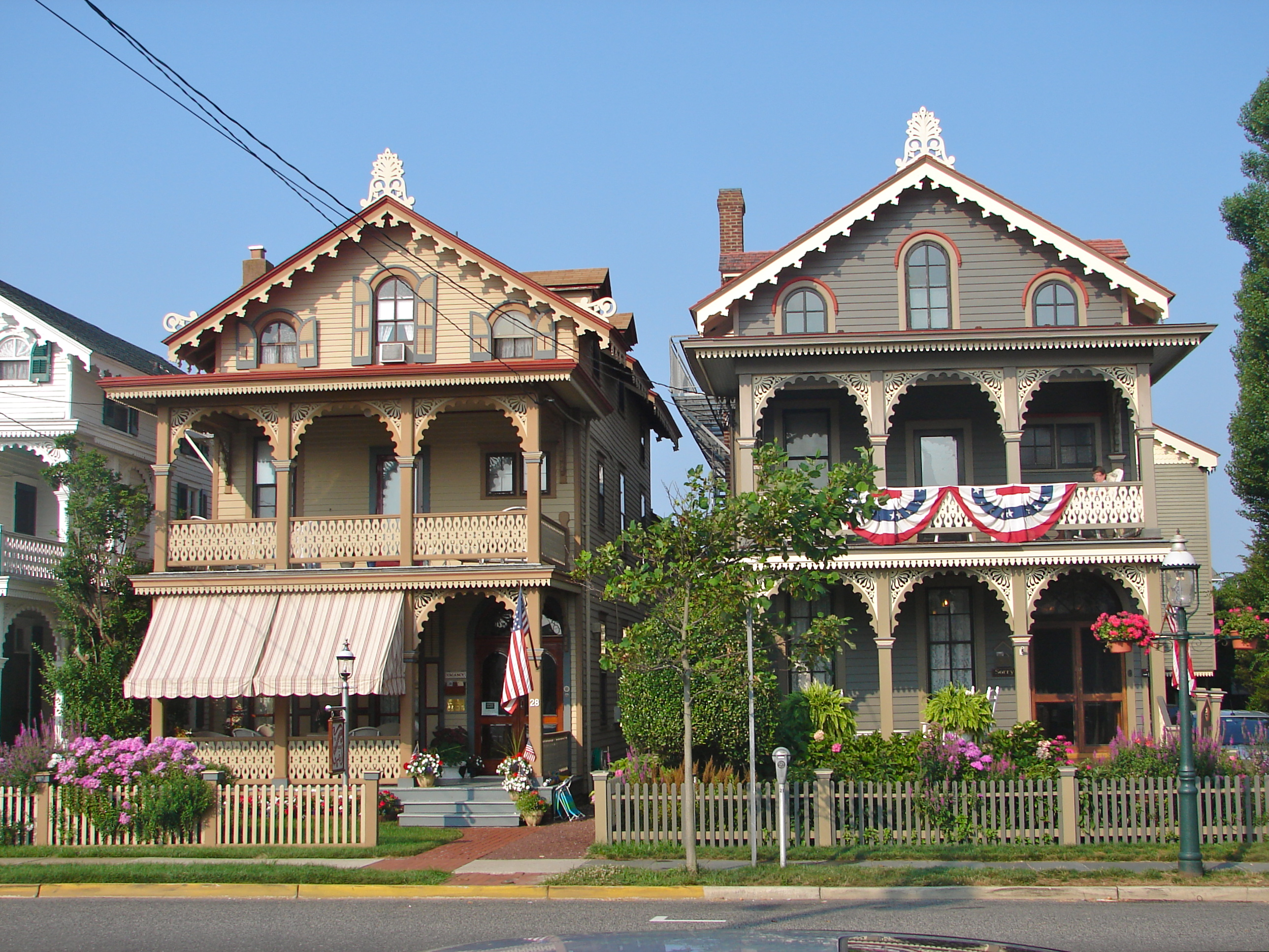
Many Victorian-era buildings in the Cape May Historic District
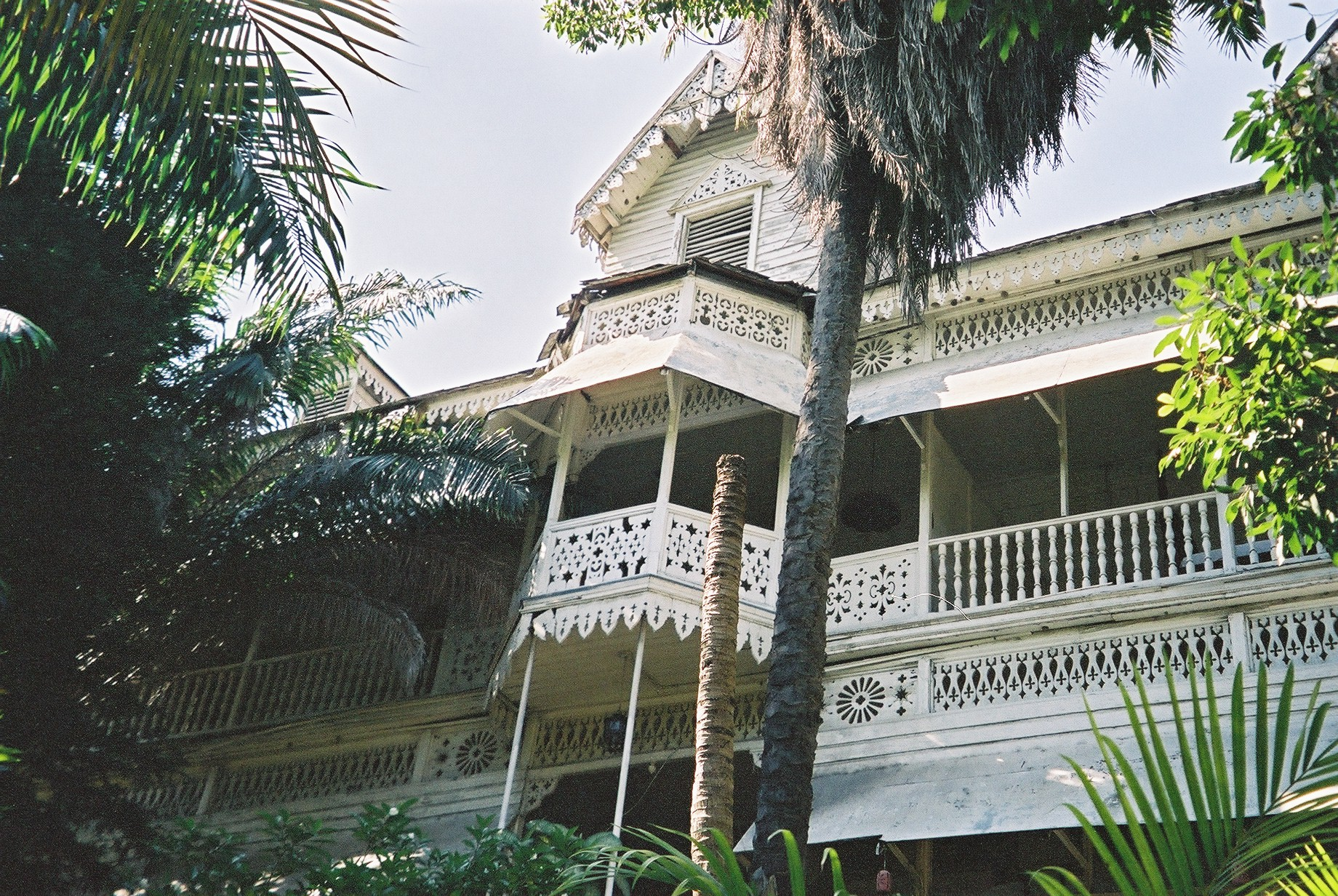
Hotel Oloffson, a Gingerbread hotel in Port-au-Prince, Haiti
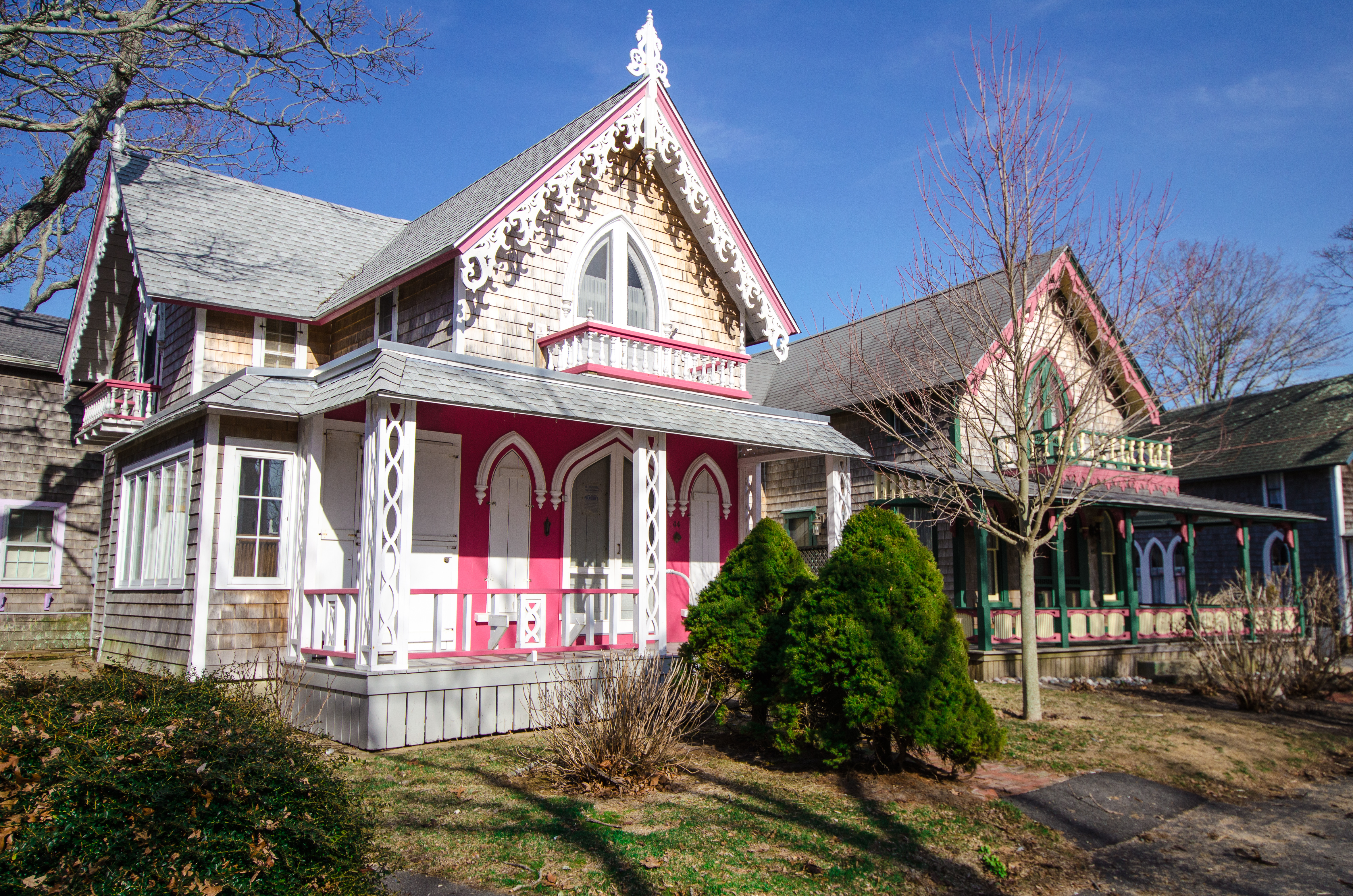
Gingerbread cottages in Oak Bluffs, Massachusetts
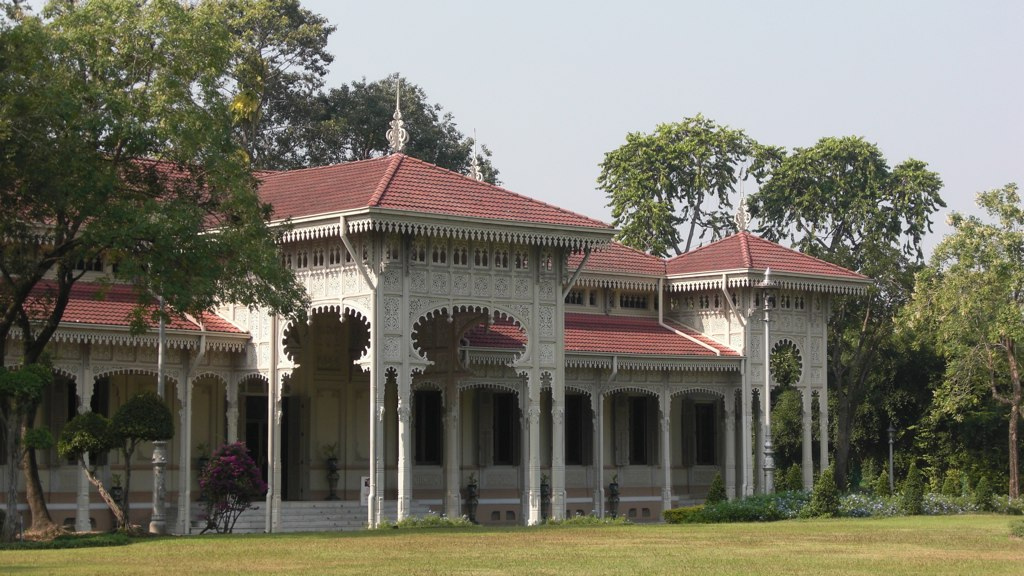
Abhisek Dusit Throne Hall, a gingerbread house in Bangkok, Thailand

## Otras lecturas
- «The Gingerbread Houses of Port-au-Prince, Haiti». Columbia GSAAP. 2016.

- Datos: Q3501282
- Multimedia: Gingerbread houses (architecture) / Q3501282